# Teromorfy
Teromorfy (Theromorpha, z gr. thěrós = zwierzę + morphě = kształt; syn. Theromora) – wyróżniana przez część autorów parafiletyczna grupa synapsydów.

## Historia
Grupę tę jako pierwszy wyróżnił Edward Drinker Cope w 1878 roku, klasyfikując ją jako rząd gadów obejmujący dwa podrzędy - Pelycosauria i Anomodontia; Cope zaliczył do nowego rzędu te gady, które jego zdaniem były bardziej niż przedstawiciele innych rzędów Reptilia podobne do ssaków, która to gromada jego zdaniem pochodziła właśnie od Theromorpha. Cope zaliczył do Theromorpha szereg czworonogów w różnym stopniu spokrewnionych ze ssakami - zarówno formy zaliczane obecnie do synapsydów, faktycznie blisko spokrewnione ze ssakami, jak i formy, o których obecnie wiadomo, że należały do zauropsydów lub diadektomorfów i nie były bliżej spokrewnione ze ssakami. Już w 1880 roku Cope wyróżnił trzeci podrząd Theromorpha, Cotylosauria, do którego zaliczył rodzinę Diadectidae. Cope zmienił później nazwę rzędu z Theromorpha na Theromora. W 1889 roku wyróżniał już 6 podrzędów Theromora: I.Placodontia (do którego zaliczył jedynie rodzinę Placodontidae), II.Proganosauria (obejmujący rodziny Mesosauridae, Procolophonidae, Palaeohatteridae (Palaeohatteria jest obecnie uznawana za młodszy synonim rodzaju Haptodus), Homoeosauridae (Homoeosaurus jest obecnie zaliczany do sfenodontów), Proterosauridae (=Protorosauridae) i Rhynchosauridae), III.Parasuchia (Belodontidae (=Phytosauridae) i być może Aetosauridae (=Stagonolepididae)), IV.Anomodontia (Dicynodontidae i być może Endothiodontidae), V.Pelycosauria (Clepsydropidae (=Ophiacodontidae), Pariotichidae (=Captorhinidae) i Bolosauridae) oraz VI.Cotylosauria (Diadectidae i Pareiasauridae). W późniejszych publikacjach Cope wyłączył z Theromora kotylozaury (podnosząc je do rangi odrębnego rzędu), Parasuchia i mezozaury. W 1897 r. zaliczał do Theromora podrzędy Placodontia, Proterosauria (=Protorosauria, obejmujący wszystkie rodziny zaliczone w 1889 roku do Proganosauria oprócz Mesosauridae), Anomodontia, Theriodontia i Pelycosauria; uznał też za prawdopodobne, że do Theromora należą również cynodonty i Gomphodontia (obecnie zaliczane do cynodontów). W 1892 roku Cope sugerował, że Theromora (a konkretnie teriodonty) mogły być przodkami nie tylko ssaków, ale i wszystkich gadów oprócz kotylozaurów, ichtiozaurów i żółwi; jeszcze w 1896 roku spekulował, że od teriodontów mogły pochodzić nie tylko ssaki, ale też gady łuskonośne oraz zauropterygi.
Późniejsi autorzy, jeśli w ogóle wyróżniali grupę Theromorpha/Theromora, stopniowo wyłączali z niej formy nienależące do synapsydów. Hans Friedrich Gadow (1898), który podniósł Theromorpha do rangi podgromady, zaliczał do niej już tylko cztery rzędy: Anomodontia, Theriodontia (do których zaliczał także pelykozaury), Pareiasauria i Placodontia. Friedrich von Huene (1956) zaliczył do Theromorpha synapsydy (Pelycosauria i Therapsida), euryapsydy (Sauropterygia, Placodontia oraz Protorosauria) i mezozaury. Jeszcze inni autorzy uznają Theromorpha za synonim Pelycosauria lub za synonim Synapsida (w tradycyjnym rozumieniu, jako grupy parafiletycznej, nieobejmującej ssaków). Iwachnienko (2008) sklasyfikował Theromorpha jako podgromadę, zaliczając do niej wszystkie synapsydy nienależące do ssaków ani do drugiej z dwóch podgromad, na które podzielił tradycyjnie rozumiane Synapsida, tj. Ophiacomorpha; do tak rozumianych Theromorpha Iwachnienko zaliczył dwie siostrzane infragromady - Eotherapsida i Eutherapsida (= Therosauria).